# 埃费琳·雅尔
埃费琳·雅尔（德語：Evelin Jahl，1956年3月28日—），旧姓施拉克（Schlaak），德国女子田径运动员。她曾代表东德参加1976年和1980年夏季奥林匹克运动会田径比赛，获得二枚金牌。